# Григорово (Юрьев-Польский район)
Григорово — село в Юрьев-Польском районе Владимирской области России, входит в состав Красносельского сельского поселения.

## География
Село расположено в 21 км на северо-восток от райцентра города Юрьев-Польский близ автодороги 17Н-74 Юрьев-Польский — Гаврилов Посад.

## История
Во второй половине XVIII столетия в селе существовала церковь, которая значилась в числе приходских церквей Суздальской епархии. Время построения холодной деревянной церкви неизвестно, в 1865 году при ней на средства прихожан построена деревянная колокольня. Престол в церкви один во имя Святителя и Чудотворца Николая. Теплая каменная церковь с колокольней построена в 1882 году на средства Юрьевского купца Ивана Ивановича Константинова. Престол в церкви был один в честь Божьей Матери именуемой «Всех Скорбящих Радости». Обе церкви и колокольня были обнесены каменной оградой с железными решетками. В 1893 году приход состоял из одного села Григорева, в котором значилось 35 дворов, мужчин — 111, женщин — 104. В 1894 году в селе была открыта школа грамоты, помещавшаяся в доме псаломщика. В годы советской власти обе церкви были полностью разрушены. 
В конце XIX — начале XX века село входило в состав Городищенской волости Юрьевского уезда.
С 1929 года село являлось центром Григоровского сельсовета Юрьев-Польского района, с 1954 года — в составе Юрковского сельсовета, с 1959 года — в составе Подолецкого сельсовета, с 2005 года — в составе Красносельского сельского поселения.

## Население
| 1859 | 1905 | 2002 | 2010 | 2021 |
| ---- | ---- | ---- | ---- | ---- |
| 161  | ↘141 | ↘8   | ↘2   | →2   |